# Lispe hirsutipes
Lispe hirsutipes este o specie de muște din genul Lispe, familia Muscidae, descrisă de Mou în anul 1992.
Este endemică în Liaoning. Conform Catalogue of Life specia Lispe hirsutipes nu are subspecii cunoscute.